# 塞维鲁二世

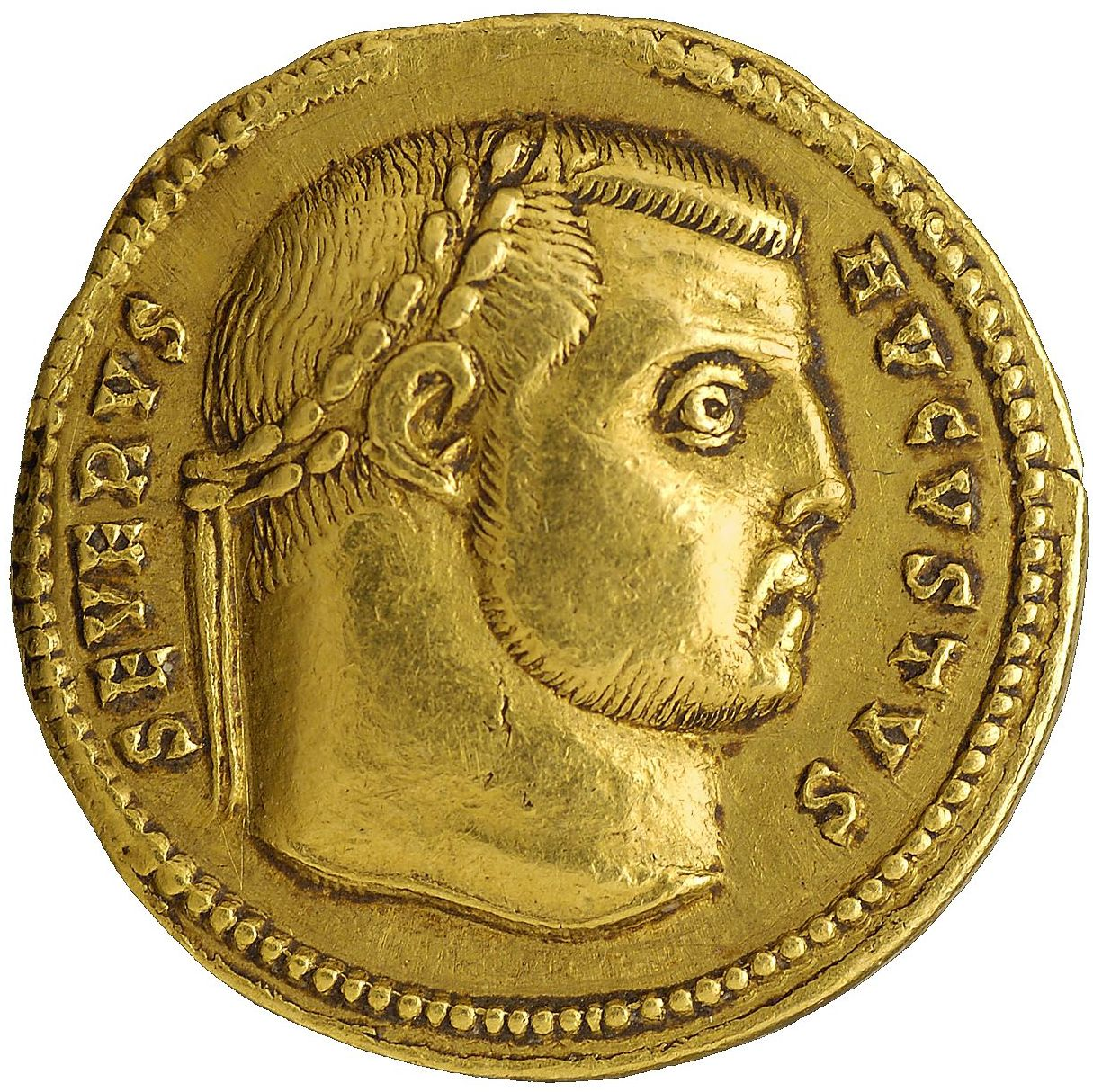
塞维鲁二世

塞维鲁二世，弗拉維烏斯·瓦勒里烏斯·塞維魯斯（Flavius Valerius Severus ，—307年），罗马帝国皇帝，公元306年-307年在位。出生在今天伊利里亚北部（現塞爾維亞）。出生时间不详，据说出生卑微。后来他成了东部皇帝伽列里乌斯的宠臣。

## 生平
罗马皇帝戴克里先设立四帝共治制度，自己和马克西米安分别为东部和西部的皇帝，同时，又设立“凯撒”一职，作为副皇帝，293年，伽列里乌斯被提拔为戴克里先的凯撒，而君士坦提乌斯一世则被立为马克西米安的凯撒。
305年，戴克里先和马克西米安同时退位，而君士坦提乌斯一世和伽列里乌斯同时升为“奥古斯都”。但是，戴克里先的退位，却很快引起了新的纷争。伽列里乌斯自认为是最高的皇帝，所以他选择自己的外甥马克西米努斯和塞维鲁二世充当东部和西部的“凯撒”，而完全不顾马克西米安和君士坦提乌斯一世在西部的势力，以及这两位都有了成年的儿子。这种情况下，塞维鲁二世作为合法的西部的“凯撒”持续了一年。
306年，君士坦提乌斯一世在不列颠去世，塞维鲁二世升任為西部的“奥古斯都”，但在约克军队拥立君士坦提乌斯一世的儿子君士坦丁一世为西部的「凱撒」。君士坦丁一世出兵控制了不列颠和高卢地区。在罗马城，人们拥立马克西米安的儿子马克森提乌斯为帝。
塞维鲁二世进兵罗马，马克森提乌斯觉得自己势单力薄，于是推举自己父亲，已经退位的老皇帝马克西米安，重新称帝。依仗老皇帝马克西米安威望，军队迅速投向了马克西米安和马克森提乌斯一边，塞维鲁二世逃到拉文纳。马克西米安率军围攻拉文纳，塞维鲁二世得到不被杀的保证之后，被迫投降，不久，伽列里乌斯本人亲自率军进入意大利。这一行动惹恼了马克西米安和马克森提乌斯，于是307年9月，塞维鲁二世被处死。